# 8 Heures de Suzuka

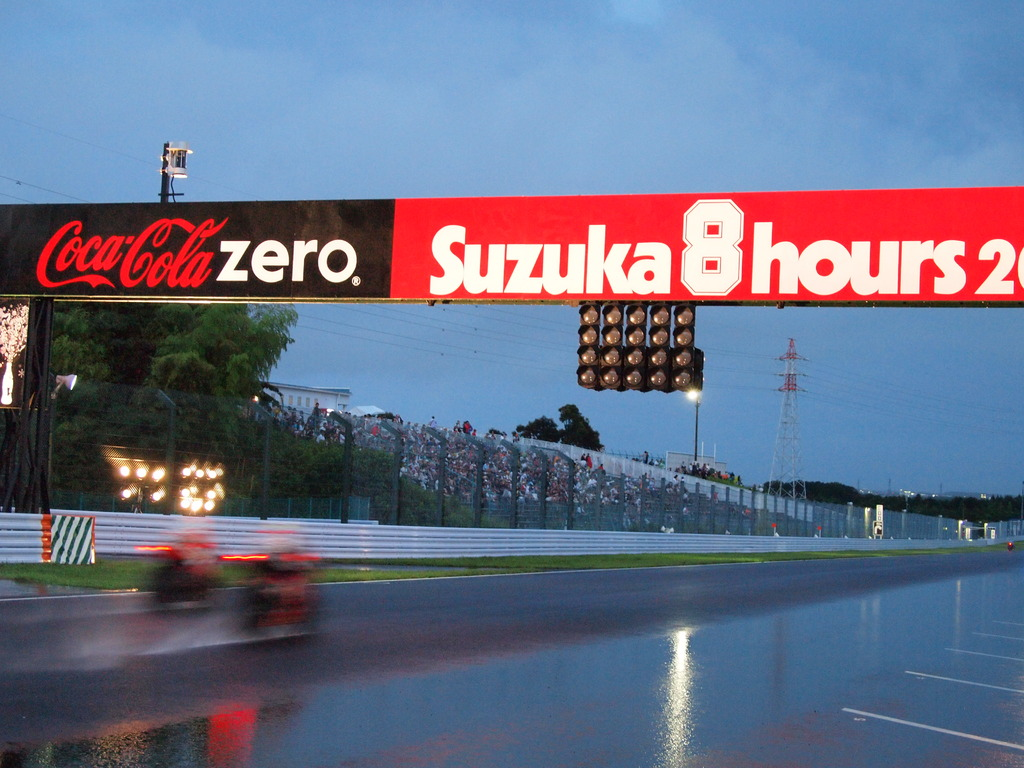
8 heures de Suzuka 2009

Les 8 Heures de Suzuka  sont une course d'endurance moto courue sur le circuit de Suzuka au Japon chaque année. Comme son nom l'indique, cette course dure huit heures de suite et les équipes sont composées de deux coureurs et d'un suppléant.

Cette épreuve d'endurance motocycliste est considérée comme la 3e course d'endurance la plus importante du championnat du monde après les 24 heures du Mans et le Bol d'or.

## Historique
La première épreuve a commencé en 1978 comme une course pour les prototypes moto Tourist Trophy Formula One (TT-F1), qui signifiait que les quatre grandes sociétés japonaises (Honda, Kawasaki, Suzuki et Yamaha), qui avaient des ressources en ingénierie illimitées, pourraient utiliser cette catégorie de moto sur la piste.
Tout au long des années, l'épreuve aura connu plusieurs changements de règles, conformément à la FIM, notamment la limitation à une cylindrée de 750 cm3 pour les motos F1.
Un changement majeur pour la course eut lieu en 1993. En raison de la grande popularité des courses de Superbike, qui était une catégorie promotionnelle à des courses de 8 heures, l'épreuve se recentra autour de cette catégorie. La Catégorie Formula One, qui à l'époque était le summum de la course, est totalement supprimée. Une autre catégorie entra dans la course : la catégorie Naked (pour les motos sans carénages, semblables à des motos streetfighter).
Au plus fort de la manifestation durant les années 1980, la course attira au-delà des 130 000 spectateurs, alors que de nos jours, elle attire une foule autour des 85 000 spectateurs. Le chiffre record de fréquentation est de 160 000 en 1990.
La course s'inscrit dans le cadre du Championnat du Monde d'Endurance FIM. À l'exception de 2005 et en raison de l'importance que les quatre grands constructeurs japonais peuvent retirer de la course, les organes officiels fixent la date de la course afin d'éviter un conflit avec l'une des autres grandes courses du championnat.

## Pilotes vedettes
Une attraction principale de la course des 8 Heures de Suzuka est qu'elle accueille généralement les pilotes étoiles de MotoGP et de Superbike. Il n'est pas rare pour un coureur d'avoir les 8 heures de course inscrite dans leurs contrats lorsqu'ils acquièrent un guidon d'usine en MotoGP ou en Superbike. Lorsque le coureur obtient un succès notable dans sa catégorie au cours de la saison, il négocie généralement afin que les courses de 8 Heures soient retirées de leur contrat. La plupart des coureurs de haut niveau ne sont pas présents dans ces épreuves parce qu'elles brisent l'élan de leur mi-saison et sont physiquement épuisantes. Michael Doohan est un exemple d'un coureur ayant participé à ces 8 Heures au début de sa carrière, mais qui a retiré ses obligations contractuelles après son succès en 500 cm3.
D'autre part, des coureurs japonais de haut niveau participent à cette course chaque année parce qu'elle est considérée par les japonais comme l'un des plus grands événements de sport motorisé sur le calendrier.

## Vainqueurs
| Année     | N°                                   | Pilotes                                                         | Constructeur                         | Moto                                 | Tours                                |
| --------- | ------------------------------------ | --------------------------------------------------------------- | ------------------------------------ | ------------------------------------ | ------------------------------------ |
| 1978      | 2                                    | Wes Cooley Mike Baldwin                                         | Suzuki                               | GS1000                               | 194                                  |
| 1979      | 6                                    | Tony Hatton Michael Cole                                        | Honda                                | CB900                                | 197                                  |
| 1980      | 12                                   | Wes Cooley Graeme Crosby                                        | Suzuki                               | GS1000                               | 200                                  |
| 1981      | 1                                    | Mike Baldwin David Aldana                                       | Honda                                | RS1000                               | 199                                  |
| 1982      | 27                                   | Shigeo Iijima Shinji Hagiwara                                   | Honda                                | CB900F                               | 120                                  |
| 1983      | 6                                    | Hervé Moineau Richard Hubin                                     | Suzuki                               | GS1000R                              | 190                                  |
| 1984      | 1                                    | Mike Baldwin Fred Merkel                                        | Honda                                | RS750R                               | 191                                  |
| 1985      | 3                                    | Wayne Gardner Masaki Tokuno                                     | Honda                                | RVF750                               | 195                                  |
| 1986      | 4                                    | Wayne Gardner Dominique Sarron                                  | Honda                                | RVF750                               | 197                                  |
| 1987      | 21                                   | Martin Wimmer Kevin Magee                                       | Yamaha                               | YZF750                               | 200                                  |
| 1988      | 3                                    | Kevin Magee Wayne Rainey                                        | Yamaha                               | YZF750                               | 202                                  |
| 1989      | 2                                    | Dominique Sarron Alex Vieira                                    | Honda                                | RVF750                               | 202                                  |
| 1990      | 21                                   | Tadahiko Taira Eddie Lawson                                     | Yamaha                               | YZF750                               | 205                                  |
| 1991      | 11                                   | Wayne Gardner Michael Doohan                                    | Honda                                | RVF750                               | 192                                  |
| 1992      | 11                                   | Wayne Gardner Daryl Beattie                                     | Honda                                | RVF750                               | 208                                  |
| 1993      | 1                                    | Scott Russell Aaron Slight                                      | Kawasaki                             | ZXR-7                                | 207                                  |
| 1994      | 11                                   | Doug Polen Aaron Slight                                         | Honda                                | RC45                                 | 183                                  |
| 1995      | 11                                   | Aaron Slight Tadayuki Okada                                     | Honda                                | RC45                                 | 212                                  |
| 1996      | 45                                   | Colin Edwards Noriyuki Haga                                     | Yamaha                               | YZF750                               | 214                                  |
| 1997      | 33                                   | Shinichi Itoh Tohru Ukawa                                       | Honda                                | RC45                                 | 186                                  |
| 1998      | 33                                   | Shinichi Itoh Tohru Ukawa                                       | Honda                                | RC45                                 | 213                                  |
| 1999      | 4                                    | Tadayuki Okada Alex Barros                                      | Honda                                | RC45                                 | 212                                  |
| 2000      | 4                                    | Tohru Ukawa Daijiro Kato                                        | Honda                                | VTR1000SPW                           | 215                                  |
| 2001      | 11                                   | Valentino Rossi Colin Edwards                                   | Honda                                | VTR1000SPW                           | 217                                  |
| 2002      | 11                                   | Daijiro Kato Colin Edwards                                      | Honda                                | VTR1000SPW                           | 219                                  |
| 2003      | 71                                   | Yukio Nukumi Manabu Kamada                                      | Honda                                | VTR1000SPW                           | 212                                  |
| 2004      | 7                                    | Tohru Ukawa Hitoyasu Izutsu                                     | Honda                                | CBR1000RRW                           | 210                                  |
| 2005      | 7                                    | Tohru Ukawa (5) Ryuichi Kiyonari                                | Honda                                | CBR1000RRW                           | 204                                  |
| 2006      | 778                                  | Takeshi Tsujimura Shinichi Itoh                                 | Honda                                | CBR1000RRW                           | 214                                  |
| 2007      | 34                                   | Yukio Kagayama Kousuke Akiyoshi                                 | Suzuki                               | S-GSX-R1000                          | 216                                  |
| 2008      | 11                                   | Ryuichi Kiyonari Carlos Checa                                   | Honda                                | CBR1000RRW                           | 214                                  |
| 2009      | 12                                   | Daisaku Sakai Kazuki Tokudome Nobuatsu Aoki                     | Suzuki                               | S-GSX-R1000                          | 183                                  |
| 2010      | 634                                  | Ryuichi Kiyonari Takaaki Nakagami Takumi Takahashi              | Honda                                | CBR1000RRW                           | 215                                  |
| 2011      | 11                                   | Ryuichi Kiyonari Kosuke Akiyoshi Shinichi Itoh                  | Honda                                | CBR1000RRW                           | 217                                  |
| 2012      | 11                                   | Kosuke Akiyoshi Tadayuki Okada Jonathan Rea                     | Honda                                | CBR1000RRW                           | 215                                  |
| 2013      | 634                                  | Takumi Takahashi Michael Van Der Mark Leon Haslam               | Honda                                | CBR1000RRW                           | 214                                  |
| 2014      | 634                                  | Takumi Takahashi Michael Van Der Mark Leon Haslam               | Honda                                | CBR1000RRW                           | 172                                  |
| 2015      | 21                                   | Katsuyuki Nakasuga Bradley Smith Pol Espargaró                  | Yamaha                               | Yamaha YZF-R1                        | 204                                  |
| 2016      | 21                                   | Katsuyuki Nakasuga Alex Lowes Pol Espargaró                     | Yamaha                               | Yamaha YZF-R1                        | 218                                  |
| 2017      | 21                                   | Katsuyuki Nakasuga Alex Lowes Michael Van Der Mark              | Yamaha                               | Yamaha YZF-R1                        | 216                                  |
| 2018      | 21                                   | Katsuyuki Nakasuga (en) (4) Alex Lowes Michael Van Der Mark (4) | Yamaha                               | Yamaha YZF-R1                        | 199                                  |
| 2019      | 10                                   | Jonathan Rea Leon Haslam Toprak Razgatlioglu                    | Kawasaki                             | Kawasaki ZX10-RR                     | 216                                  |
| 2020-2021 | Pas d'épreuve (Pandémie de Covid-19) | Pas d'épreuve (Pandémie de Covid-19)                            | Pas d'épreuve (Pandémie de Covid-19) | Pas d'épreuve (Pandémie de Covid-19) | Pas d'épreuve (Pandémie de Covid-19) |
| 2022      | 33                                   | Tetsuta Nagashima Takumi Takahashi Iker Lecuona                 | Honda                                | Honda CBR1000RR-R SP                 | 214                                  |
| 2023      | 33                                   | Tetsuta Nagashima Takumi Takahashi Xavi Vierge                  | Honda                                | Honda CBR1000RR-R SP                 | 216                                  |
| 2024      | 30                                   | Takumi Takahashi (6) Johann Zarco Teppei Nagoe                  | Honda                                | Honda CBR1000RR-R SP                 | 220                                  |
| 2025      | 30                                   | Takumi Takahashi (7) Johann Zarco                               | Honda                                | Honda CBR1000RR-R SP                 | 217                                  |

## Pilotes les plus titrés
| Victoires | Pilote                  | Années                                   |
| --------- | ----------------------- | ---------------------------------------- |
| 7         | Takumi Takahashi        | 2010, 2013, 2014, 2022, 2023, 2024, 2025 |
| 5         | Tohru Ukawa             | 1997, 1998, 2000, 2004, 2005             |
| 4         | Wayne Gardner           | 1985, 1986, 1991, 1992                   |
| 4         | Shinichi Itoh           | 1997, 1998, 2006, 2011                   |
| 4         | Ryuichi Kiyonari (en)   | 2005, 2008, 2010, 2011                   |
| 4         | Michael van der Mark    | 2013, 2014, 2017, 2018                   |
| 4         | Katsuyuki Nakasuga (en) | 2015, 2016, 2017, 2018                   |
| 3         | Mike Baldwin (en)       | 1978, 1981, 1984                         |
| 3         | Aaron Slight (en)       | 1993, 1994, 1995                         |
| 3         | Colin Edwards           | 1996, 2001, 2002                         |
| 3         | Tadayuki Okada          | 1995, 1999, 2012                         |
| 3         | Alex Lowes              | 2016, 2017, 2018                         |

## Par fabricant
| Victoires | Fabricant | Années |
| 31        | Honda     | 1979, 1981, 1982, 1984, 1985, 1986, 1989, 1991, 1992, 1994, 1995, 1997, 1998, 1999, 2000, 2001, 2002, 2003, 2004, 2005, 2006, 2008, 2010, 2011, 2012, 2013, 2014, 2022, 2023, 2024,2025 |
| 8         | Yamaha    | 1987, 1988, 1990, 1996, 2015, 2016, 2017, 2018 |
| 5         | Suzuki    | 1978, 1980, 1983, 2007, 2009 |
| 2         | Kawasaki  | 1993, 2019 |